# Schillingscapellen

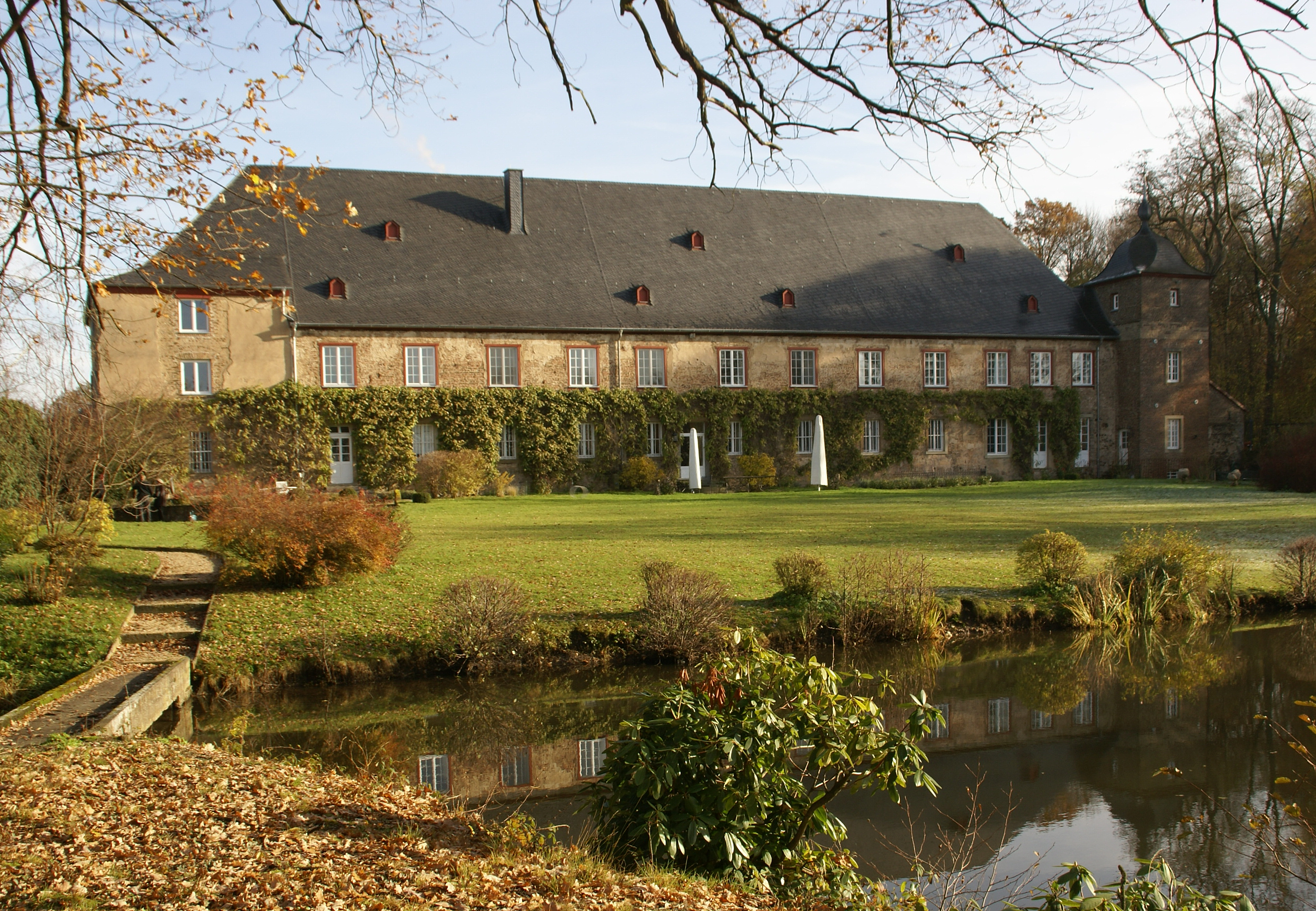

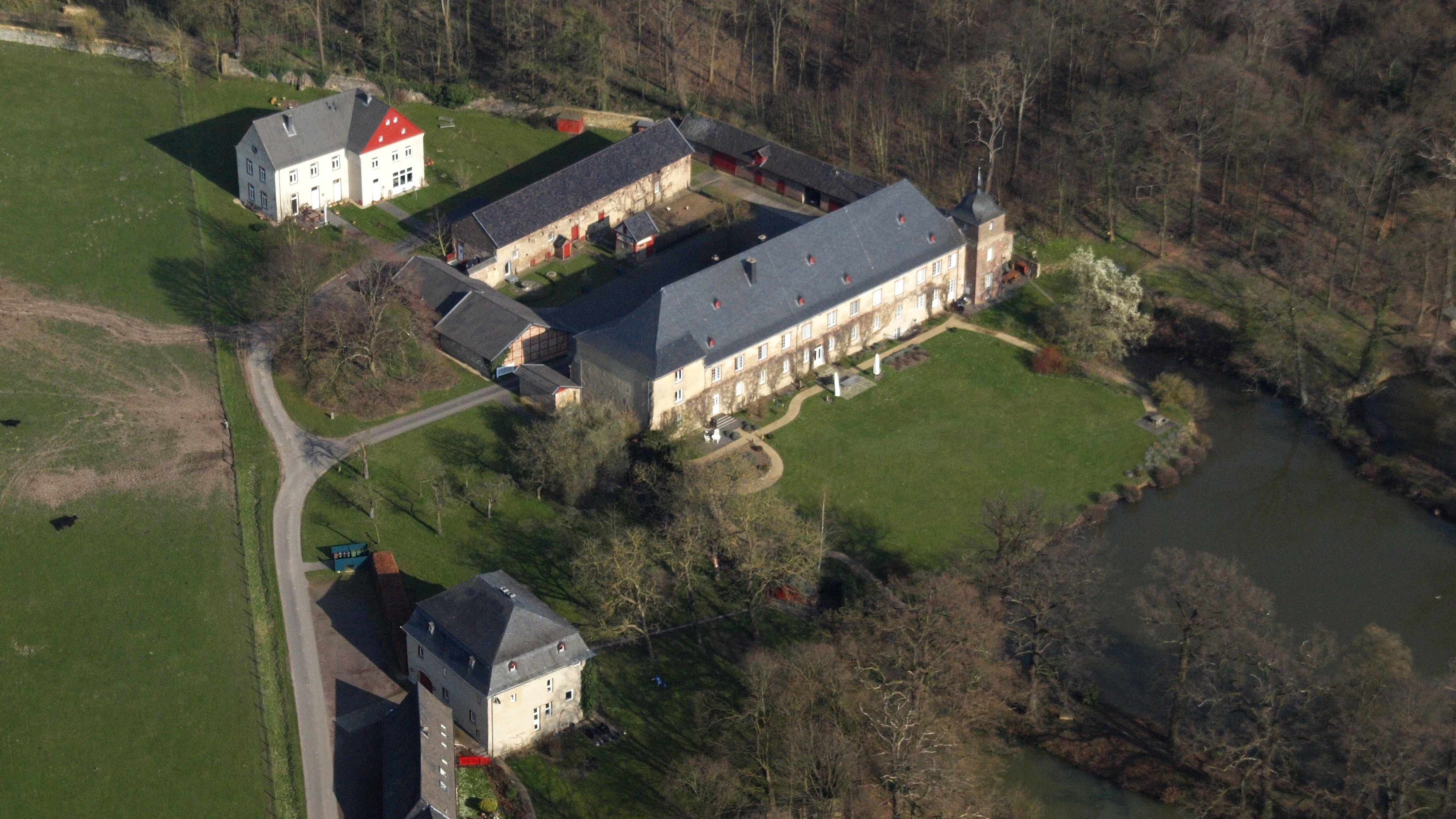
Schillingscapellen, Luftaufnahme (2015)

Schillingscapellen ist ein 1197 gegründetes und 1802 aufgelöstes ehemaliges Kloster. Es gehörte zur Diözese Köln und wurde zunächst vom Orden der Prämonstratenserinnen, etwa seit 1450 dann von den Augustinerchorfrauen bewohnt. Schillingscapellen liegt am Westhang der Ville, etwa einen Kilometer südöstlich des Dorfes Dünstekoven in der Gemeinde Swisttal im Rhein-Sieg-Kreis. Das ehemalige Damenstift dient heute als landwirtschaftliches Gut und Wohngebäude und heißt Gut Capellen.

## Geschichte

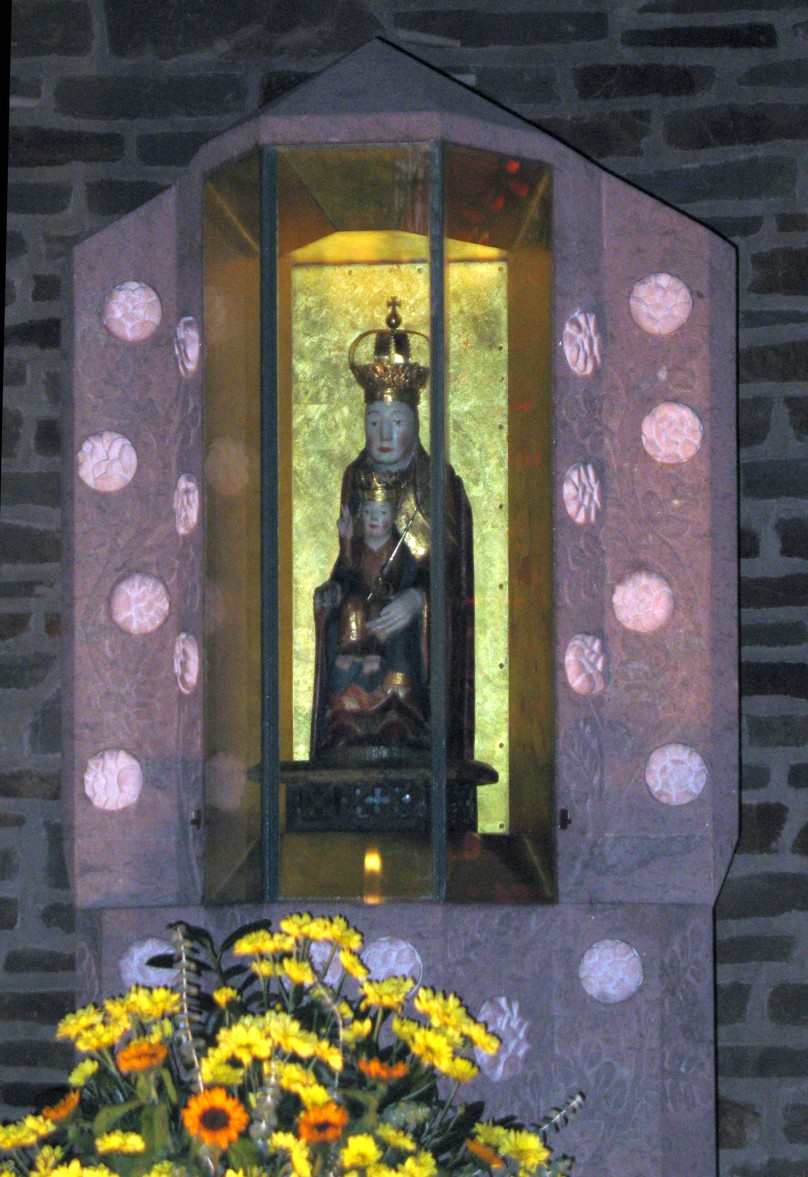
Ehemals zum Kloster gehörige Rosa-Mystica-Figur aus dem 12. Jahrhundert, die seit 1806 in Buschhoven verehrt wird

Schillingscapellen wurde von Ritter Wilhelm genannt Schilling (lateinisch Solidus), Vogt von Bornheim und Stammvater des Geschlechts der Herren von Bornheim, gegründet und mit Gütern ausgestattet. In zwei Urkunden aus dem Jahr 1197 bestätigte der Kölner Erzbischof Adolf von Altena die Gründung des Klosters Capellen und die Schenkung der Güter. Vom Namen des Gründers Wilhelm Schilling leitet sich der Name Schillingskapellen ab.
Nach einer im Jahre 1686 auf Holztafeln aufgezeichneten Legende soll der genannte Ritter Wilhelm Schilling von Buschfeld, Herr zu Bornheim bei einem Ritt auf die Jagd an dieser Stelle ein Marienbild vorgefunden haben, worauf er im Wald eine Kapelle bauen ließ. Nach seiner Rückkehr von einer Pilgerfahrt zum heiligen Grab stiftete er seinen Besitz und ließ das Kloster neben der Kapelle errichten. Seine Frau und seine Töchter traten ins Kloster ein, von denen Laetitia die erste Äbtissin wurde.
Im Laufe der Jahre bekam das Kloster weitere Ländereien, Höfe, Reliquien und Schätze geschenkt. Im Kloster wurden zwei romanische Marienfiguren vom Typ Sedes sapientiae verehrt, sie zogen Scharen von Pilgern, Jakobspilgern und Wallfahrern aus der Umgebung an: Zum einen eine Darstellung der Rosa mystica, die öffentlich zugänglich in der Stiftskirche aufbewahrt wurde. Zum anderen eine weitere, künstlerisch wertvollere, die sich im Kapitelsaal befand und nur zu besonderen Ereignissen öffentlich gezeigt wurde.
Im 15. Jahrhundert schrieb die Nonne Margareta Scheiffartz für die Kollegiatkirche St. Martin zu Bonn ein reich illustriertes Graduale (heute in Budapest, Nationalbibliothek, Clmae 259).
Im Klosterbereich lag ein großer Wirtschaftshof, dessen Ländereien, etwa 100 Morgen, Laienschwestern und Knechte bearbeiteten. Es wurden Kühe, Schafe, Schweine und Federvieh gehalten, und die Fischteiche waren mit Fischen besetzt. Das Kloster besaß eine Brauerei, eine Brennerei und eine Getreidemühle. Deren Mühlrad wurde von dem das Klostergelände durchfließenden Buschbach und von einem Wassergraben mit Wasser der Swist antrieben. Weingärten am Vorgebirge, dem Osthang der Ville, und die Pachtabgaben der Winzer davon lieferten den Tafelwein. Im Klostergarten wuchsen Gemüse und Heilkräuter.
Zum Bau der Gebäude wurden aus Kosten- und logistischen Gründen vor allem Steine der Römischen Eifelwasserleitung verwendet. Dazu wurde die Leitung im nahegelegenen Kottenforst ausgegraben und abgebrochen. Die so errichtete Mauer um den Klostergarten blieb bis heute erhalten und kann wie der Ausbruchgraben der römischen Leitung besichtigt werden. Die Bögen des ehemaligen Kreuzgangs, der nach 1802 zugemauert wurde, sind aus den Bögen der oberirdischen Teile der Aquäduktbrücke über die Swist genommen worden und in gleicher Bauweise wieder aufgemauert worden.
Von den Kriegen des 16. und 17. Jahrhunderts war Schillingscapellen wirtschaftlich, vor allem durch Kontributionen, sehr getroffen. Der notwendige Verkauf von Ländereien und die damit verbundenen fehlenden Einkünfte minderten den ehemaligen Wohlstand.
Im Gegensatz dazu stand die zunehmende Zahl der Wallfahrer, die neben den Gnadenbildern weitere Heilige und Reliquien verehrten.
Nach dem Einmarsch französischer Revolutionstruppen am 6. Oktober 1794 annektierte Frankreich nach dem Frieden von Campo Formio 1797 die besetzten linksrheinischen Territorien. Die Eingliederung in das französische Staatsgebiet wurde in dem 1801 geschlossenen Frieden von Lunéville legalisiert.
Infolge der Säkularisation im Jahre 1802 wurde das Kloster aufgehoben, die Güter verstaatlicht und in den folgenden Jahren verkauft. Die letzte Äbtissin Maria Freiin von Storchenfeld zog in das nahegelegene Buschhoven um. Dabei nahm sie einige der Ausrüstungsgegenstände des Klosters mit, darunter die Gründungsurkunde des Klosters und auch eine der beiden Marienstatuen, die Rosa Mystica. Den Besitz der Gegenstände hielt sie jedoch zunächst geheim.
Auch als Buschhoven 1803 eine eigenständige Pfarrgemeinde wurde, war der Verbleib der Statuen noch ungeklärt. Von diversen Seiten wurden Ansprüche auf die Ausrüstungsgegenstände des Klosters angemeldet: Von der Zivilgemeinde Heimerzheim (auf deren Gebiet Schillingscapellen liegt), von der Pfarrgemeinde Heimerzheim (zu der das Kloster gehörte), vom Bonner Münster (als Hauptkirche der Region) und auch von der Zivilgemeinde Bornheim (mit Wohnsitz des dortigen Burgherrn als Nachfolger des Stiftsgründers). Um die Zuständigkeit der Entscheidungsinstanz (staatlich oder kirchlich) herrschte ebenfalls Unklarheit und Streit. Schließlich entsprach der damalige Bischof von Aachen Marc-Antoine Berdolet dem Bitten der Pfarrgemeinde Buschhoven, vorgetragen insbesondere von einem Buschhovener Schöffen und der ehemaligen Äbtissin: Er erlaubte, das Gnadenbild in die Buschhovener Pfarrkirche zu überführen. Diese Entscheidung wurde jedoch weithin nicht anerkannt. Erst nachdem auch der Präfekt des Département de Rhin-et-Moselle, Alexandre de Lameth, seine Erlaubnis gegeben hatte, wurde die Marienstatue Rosa Mystica am 22. Juni 1806 zurück nach Schillingscapellen gebracht und von dort aus feierlich in die Buschhovener Kirche übertragen. Buschhoven löste von da an Schillingscapellen als Wallfahrtsort ab, die Figur wurde in der damaligen katholischen Kirche St. Katharina aufbewahrt und verehrt. An der Wallfahrt nahmen jedoch die Gläubigen aus Heimerzheim, Dünstekoven und den Vorgebirgsdörfern um Bornheim herum aus Protest fortan nicht mehr teil. Auch sonst verlor die Wallfahrt nach Buschhoven im 19. Jahrhundert an Bedeutung, zumal die zweite Marienstatue verschollen blieb. Erst ab den 1920er-Jahren erlebte sie einen neuen Aufschwung infolge der Initiativen des damaligen Buschhovener Pfarrers Wilhelm Tent. Später fanden dann auch wieder zunehmend Wallfahrten aus den Dörfern der Umgebung zum sogenannten „Rosenfest“ statt, so seit 1978 aus Roisdorf.
Das Gnadenbild der Rosa Mystica steht seit 1974 in der 1968 neu errichten Pfarr- und Wallfahrtskirche St. Katharina. Die Verbindung nach Capellen und Dünstekoven lässt sich noch heute an der Namensgebung der Kirchen in den Dörfern erkennen; beide haben als Pfarrpatronin Katharina von Siena. Die alte Pfarrkirche Buschhoven ist seit 1984 im Besitz der evangelischen Kirchengemeinde. Zum Maria-Rosenfest am Sonntag vor dem 24. Juni, dem Fest des heiligen Johannes des Täufers, kommen zahlreiche Pilger zur Verehrung der „Rosa Mystica“ nach Buschhoven. Sie kommen heute überwiegend aus Orten des Rhein-Sieg-Kreises, des Rhein-Erft-Kreises und des Kreises Euskirchen.
Die zweite, kunsthistorisch wertvollere Marienstatue, die im Kapitelsaal gestanden hatte, nahm ein Bauer nach der Schließung des Klosters mit in sein Heimatdorf, wo sie über 100 Jahre in einem Heiligenhäuschen stand. Im Jahre 1938 erwarb sie ein Kölner Kunsthändler, der sie an das Frankfurter Liebieg Museum verkaufte. Sie ist heute nicht in so gutem Zustand erhalten wie die andere Marienstatue, so fehlen unter anderem die Hände der Maria, der Goldschmuck und die Christusfigur.
Die Orgel der Stiftskirche wurde 1767 bis 1768 von Christian Ludwig König gebaut. Im Jahr 1806 wurde sie bei der Auflösung des Klosters nach Ollheim in die dortige Pfarrkirche St. Martinus verbracht. Sie befindet sich weitgehend im Originalzustand und wurde umfangreich renoviert.
Nach der Säkularisation kaufte Michael von Bury das Kloster, ließ einige Gebäude abreißen und den Kreuzgang zumauern. 1828 kam das Gut in den Besitz des Grafen Clemens von Kurzrock, dem Schwiegersohn des Michael von Bury, der es 1829 an Karl Freiherr von Boeselager verkaufte. 1930 wurde die Kapelle renoviert und wieder hergerichtet, nachdem sie vorher als Viehstall und Rumpelkammer diente. Gut Capellen befindet sich bis heute im Besitz der Familie von Boeselager, die es als Wohnsitz nutzt, während sie die Burg Heimerzheim als Event-Location umgenutzt hat.
Die Gebäude sind heute zum Großteil erhalten. Lediglich von der ehemaligen dreischiffigen Stiftskirche existieren nur noch Fragmente und von der Wassermühle ist nichts erhalten. Die Klostermauer ist mit dem Eingangstor noch vollständig vorhanden. Vom Wassergraben, der Wasser von der Swist heranführte, existiert heute nur noch ein Teilstück; den Verlauf zwischen dem ehemaligen Lützermiel und Gut Capellen kann man jedoch noch nachvollziehen. Südwestlich der Gebäude befinden sich die ehemaligen Fischteiche, die vom Buschbach gespeist werden. Sie stehen ebenso wie das südöstlich gelegene Waldstück unter Naturschutz. Ende der 1990er-Jahre wurde die Anlage saniert und zu mehreren Wohneinheiten umgebaut.